# Jean-Baptiste Julien d'Omalius d'Halloy

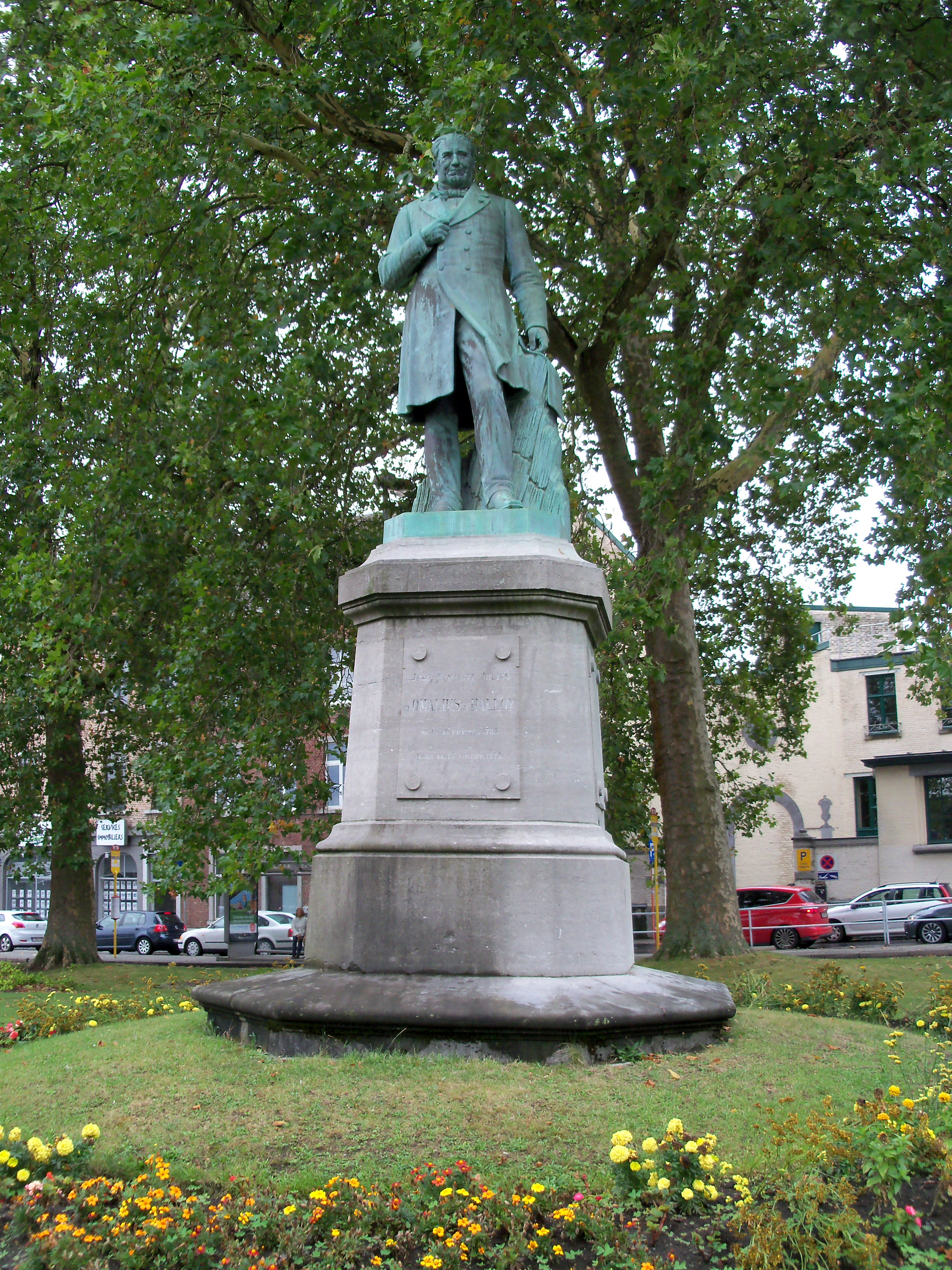
Jean-Baptiste-Julien d'Omalius d'Halloy. Statue à Namur, Belgique.

Jean-Baptiste Julien d'Omalius d'Halloy, né à Liège le 16 février 1783 et mort à Bruxelles le 15 janvier 1875, est un homme d'état et géologue belge. Il est le premier à avoir défini le Crétacé comme une période géologique distincte, en 1822. Il réalisa la première carte géologique de la France, du Benelux, de la Rhénanie et de la Suisse, terminée en 1813 et publiée en 1822.
L'halloysite, un minéral argileux, fut nommée en son honneur.
Il fut membre de l'Académie royale de Belgique (élu le 3 juillet 1816 et président en 1850, 1858 et 1872), président de la Société géologique de France (1852) et membre correspondant de l'Académie des sciences de France (1842). Il est fait membre étranger de la Royal Society en 1873.
Halloy fut gouverneur de la province de Namur pendant la période du royaume uni des Pays-Bas (1815-1830). Il fut élu au Sénat belge en 1848, dont il devint vice-président trois ans plus tard (1851), poste qu'il occupera jusqu'à 1870, ce qui fait de lui le plus long titulaire du poste de vice-président du Sénat de l'histoire de la Belgique.
Il eut deux filles. Sa fille Sophie épousa le 27 février 1838 le baron Michel Edmond de Selys Longchamps, vice-président du Sénat de Belgique, entomologiste renommé, président de la Société royale des sciences de Liège.

## Travail scientifique
Jean-Baptiste d'Omalius fut l'un des pionniers de la géologie moderne et a notamment jeté les bases de connaissances géologiques sur de vastes étendues. Il fit d'importantes études dans les régions carbonifères de Belgique et des provinces rhénanes et dans les gisements tertiaires du bassin parisien.
Né à Liège, il était le fils unique d'une ancienne et noble famille et son éducation fut soigneusement dirigée. Après avoir terminé ses études classiques dans sa ville natale, il est envoyé à Paris en 1801 par ses parents pour profiter des avantages sociaux et littéraires de la métropole. Un vif intérêt pour la géologie, éveillé par les travaux de Buffon, dirige cependant ses pas vers les musées et le Jardin des Plantes.

Il visite à nouveau Paris en 1803 et 1805, et pendant ces périodes assiste aux conférences de Fourcroy, Lacépède et Georges Cuvier. Ses voyages de retour étaient généralement l'occasion d'une expédition géologique à travers le nord de la France. Dès 1808, il communique au Journal des Mines un article intitulé Essai sur la géologie du Nord de la France. Il conçut alors le projet de faire une série d'enquêtes dans tout le pays. Cela a été renforcé par une commission chargée d'exécuter une carte géologique de l'empire qui apportait avec elle l'exemption du devoir militaire.

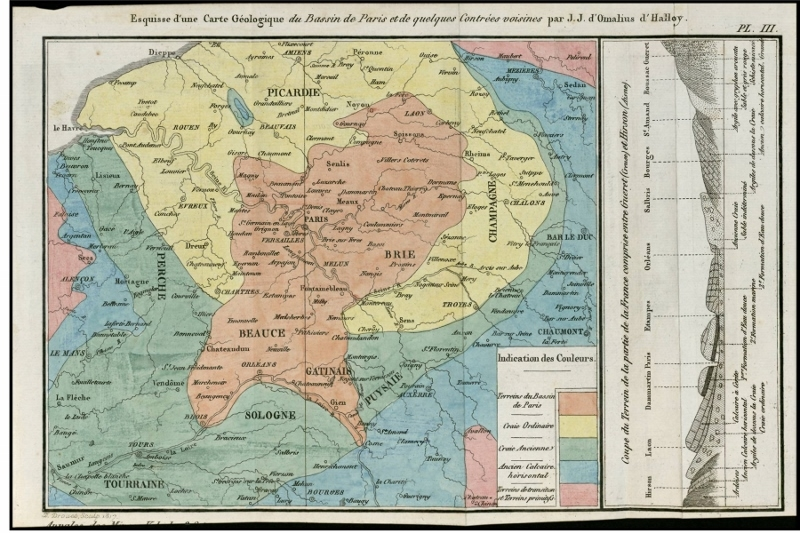
Carte géologique du bassin parisien et de quelques contrées voisines par Omalius d’Halloy (1816)

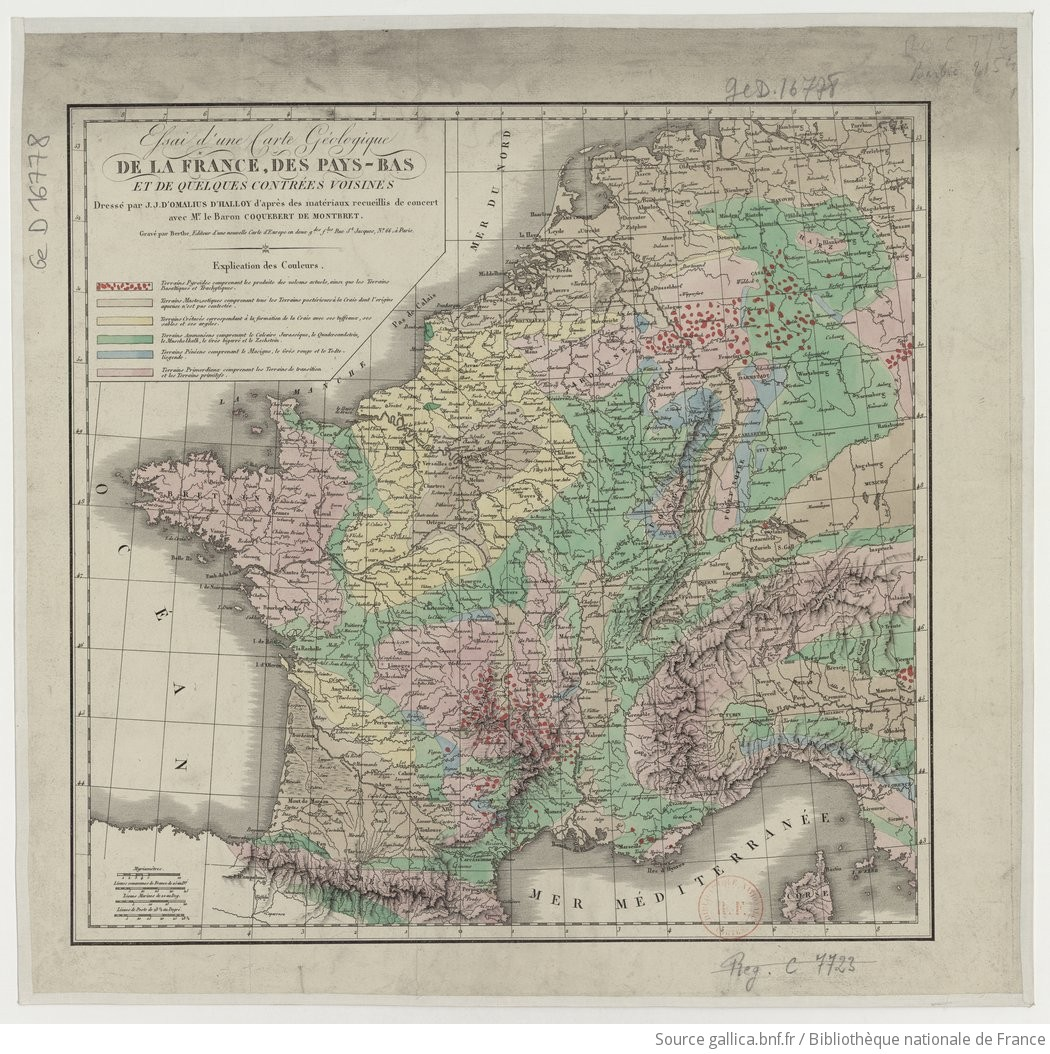
Essai d'une Carte Géologique de la France, des Pays-Bas et de quelques contrées voisines par Jean-Baptiste Julien d'Omalius d'Halloy (1783-1875)

Il se consacra énergiquement au travail et, en 1813, avait parcouru plus de 25 000 km en France et dans certaines parties de l'Italie. Sa famille n'avait cependant que peu de sympathie pour son activité géologique et le persuada de renoncer à ses expéditions. La carte qu'il avait faite de la France et des territoires voisins ne fut publiée qu'en 1822 et servit de base aux relevés plus détaillés d'Armand Dufrénoy et d'Elie de Beaumont.
En 1829, il devient docteur honoris causa de philosophie à l’Université de Louvain.
En 1830, il prit parti pour Geoffroy Saint-Hilaire contre Cuvier.
Jusqu'en 1841, il n'y a pas d'autres cartes géologiques que celles dessinées par d'Omalius pour la France et ce fut seulement à cette époque qu'Ami Boué fit paraître une carte géologique comprenant la partie occidentale de l'Europe.

### La descendance avec modification
Dans la troisième édition de De l'origine des espèces publiée en 1861, Charles Darwin ajouta une "Esquisse historique" (Historical Sketch en anglais) faisant honneur aux naturalistes qui l'avaient précédé dans la publication de l'opinion selon laquelle les espèces subissent des modifications et que les formes de vie existantes sont descendues par véritable génération. à partir de formes préexistantes. Cela comprenait d'Halloy -
En 1846, le géologue vétéran M. J. d'Omalius d'Halloy publia dans un excellent, quoique court article ("Bulletins de l'Acad. Roy. Bruxelles", tom. xiii. p. 581), son opinion qu'il est plus probable que de nouvelles espèces ont été produites par descendance avec modification, qu'elles n'ont été créées séparément : l'auteur a d'abord promulgué cette opinion en 1831.

### Publications scientifiques
- 1808 - Essai sur la géologie du nord de la France
- 1823 - Carte géologique de la France dressée sur commande du gouvernement de Napoléon Ier. Prête en 1813, elle ne fut publiée que dix ans plus tard.
- 1828 - Description géologique des Pays-Bas
- 1831 - Eléments de Géologie
- 1833 - Introduction à la Géologie
- 1842 - Coup d'œil sur la géologie de la Belgique
- 1843 - Précis élémentaire de Géologie
- 1845 - Des Races humaines ou Eléments d'Ethnographie : un Manuel pratique d'ethnographie ou description des races humaines. Les différents peuples, leurs caractères sociaux, divisions et subdivisions des différentes races humaines.
- 1853 - Abrégé de Géologie
- 1860 - Minéralogie, A. Jamar (Bruxelles). texte en ligne disponible sur IRIS
- 1874 - Le transformisme, Revue scientifique, 31 janvier 1874

Ainsi que de nombreux mémoires et notes dans: Le Journal de physique, de chimie et d'histoire naturelle, Les Annales des mines de France, Les bulletins de la Société d'anthropologie de Paris, Les bulletins de la Société géologique de France et ceux de l'Académie royale de Belgique.

## L'homme d'état
Après avoir été sous-intendant de l'arrondissement de Dinant (1814) et secrétaire général de la province de Liège (1815), il devient gouverneur de Namur en 1815 après la création du royaume uni des Pays-Bas. Il occupa cette fonction jusqu'après la révolution de 1830.
En 1827, il est nommé conseiller d’état par le roi Guillaume Ier. La même année il publie le code administratif de la province du Luxembourg qui sert de guide pour les services administratifs de la province. Il y reprend par catégorie les lois, arrêtés, circulaires et règlements.

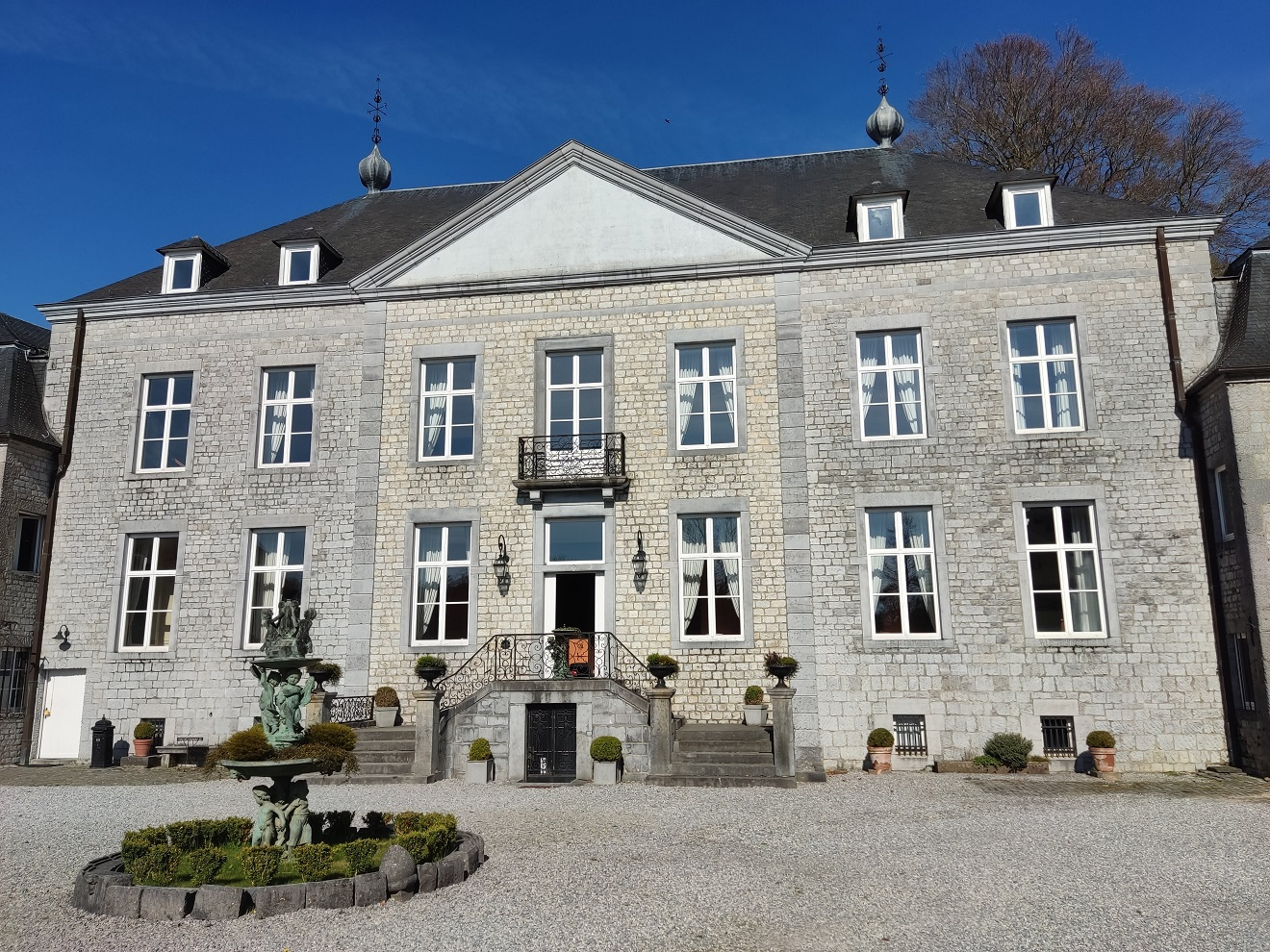
Château d'Halloy, résidence de J-B Julien d'Omalius d'Halloy

Il fut élu membre du Sénat belge en 1848, en devint le vice-président en 1851, position qu'il conservera jusqu'à sa retraite de la vie politique en 1870, à l'âge de 87 ans.
En tant qu'homme d'État, Halloy avait à cœur le bien-être du peuple et, bien que ses fonctions lui laissent peu de possibilités de recherches géologiques approfondies, il conserva un vif intérêt pour sa science préférée et s'engagea occasionnellement dans des travaux sur le terrain.
Dans ses dernières années, il accorda une grande attention aux questions d'ethnologie et de philosophie. Sa mort fut précipitée par les efforts d'une expédition scientifique entreprise seul au cours de sa 91e année. Il mourut à Bruxelles le 15 janvier 1875.

### Rôles politiques
- 1807 : Bourgmestre de Skeuvre
- 1811 : Bourgmestre de Braibant
- 1814 : Sous-intendant de l'arrondissement de Dinant puis secrétaire générale à Liège sous le gouvernement des puissances alliées
- 1815-1830 : Gouverneur de la province de Namur. Publie le code administratif de la province de Namur.
- 1848 : Appelé au Sénat dont il devient vice-président - poste qu'il occupe jusqu'en 1870

## Reconnaissance publique
- Pierre Berthier lui a dédié une espèce minérale l'halloysite.
- Le square d'Omalius, à Namur, lui fut dédié, au centre duquel trône sa statue, œuvre de Guillaume Geefs.
- La rue d'Omalius à Liège lui rend hommage.
- Grand-officier de l'ordre de Léopold
- Chevalier de l'ordre du Lion néerlandais

## Descendants
Du fait du mariage de sa fille Sophie Caroline d'Omalius d'Halloy (1818-1869) au baron Michel Edmond de Selys-Longchamps, tous les descendants actuels de la famille de Selys Longchamps descendent de Jean-Baptiste Julien d'Omalius d'Halloy. Parmi ceux-ci, citons notamment :
- Hector de Sélys Longchamp (1878-1957) : homme politique libéral belge.
- Jean de Selys Longchamps (1912-1943) : officier belge engagé dans la RAF pendant la Seconde Guerre mondiale et qui doit sa notoriété à l'audacieux mitraillage du siège de la Gestapo à Bruxelles en 1943.
- Gérard de Sélys (1944-2020) : journaliste, militant de gauche et écrivain belge.
- Delphine de Saxe-Cobourg (née en 1968) : princesse de Belgique, fille adultérine du roi Albert II de Belgique et de la baronne Sybille de Selys Longchamps